# In the Flat Field
In the Flat Field är det brittiska gothrockbandet Bauhaus debutalbum, släppt 1980 på 4AD Records.
Bauhaus visste precis hur de ville att sitt första album skulle låta, och producerade det därför själva. Albumet fick bra recensioner i flera fanzines, men sågades helt av den brittiska musikpressen. Trots de negativa recensionerna toppade albumet independent-listorna och nådde plats 72 på UK Albums Chart.
1988 släppte 4AD en nyutgåva på CD med åtta bonusspår, och 1998 släpptes den åter som en remastrad CD-utgåva.

## Låtlista
1. "Double Dare" – 4:54
2. "In the Flat Field" – 5:00
3. "God in an Alcove" – 4:08
4. "Dive" – 2:13
5. "Spy in the Cab" – 4:31
6. "Small Talk Stinks" – 3:35
7. "St. Vitus Dance" – 3:31
8. "Stigmata Martyr" – 3:46
9. "Nerves" – 7:06

### CD-nyutgåvor 1988/1998
1. "Dark Entries" – 3:52
2. "Double Dare" – 4:54
3. "In the Flat Field" – 5:00
4. "God in an Alcove" – 4:08
5. "Dive" – 2:13
6. "Spy in the Cab" – 4:31
7. "Small Talk Stinks" – 3:35
8. "St. Vitus Dance" – 3:31
9. "Stigmata Martyr" – 3:46
10. "Nerves" – 7:06
11. "Telegram Sam" – 2:11 (Marc Bolan) (A-Side single version)
12. "Rosegarden Funeral of Sores" – 5:34 (John Cale)
13. "Terror Couple Kill Colonel" – 4:21 (A-Side single version)
14. "Scopes" – 1:34
15. "(Untitled) – 1:27
16. "God in an Alcove" – 4:09
17. "Crowds" – 3:15
18. "Terror Couple Kill Colonel" (Remix) – 4:32

## Medverkande
- Peter Murphy – sång, gitarr
- Daniel Ash – gitarr, saxofon
- David J – bas
- Kevin Haskins – trummor